# Terra de Penela
A Terra de Penela era um território medieval do actual Minho, que se estendia desde o Rio Lima até para lá do Neiva. Confrontava a nascente com a Terra da Nóbrega e o julgado de Bouro, prolongando-se para oeste do actual concelho de Terras de Bouro, abrangendo freguesias hoje pertencentes a Vila Verde, e a sul com as terras do futuro concelho de Prado. 
De acordo com Inquirições de 1220, pertenciam à Terra de Penela as seguintes freguesias, hoje do concelho de Ponte de Lima: Arca, Arzelos, Burrós, Boalhosa, Cabaços, Calvelo, Domez, Fojo Lobal, Fornelos, Gaifar, Gândara, Gemieira, Gondufe, Lamas, Riba de Neiva, Penela, Queijada, Ribeira, Sandiães e Serdedelo.
A estas freguesias, as Inquirições de 1258 acrescentam Santo André e Lavradas, hoje do concelho de Ponte da Barca.
Além destas, a Terra de Penela incluía ainda, mais a sul, as seguintes freguesias, com todo o parte do seu território na margem esquerda do Rio Neiva, e hoje integradas no concelho de Vila Verde: Arcozelo, Duas Igrejas, São Mamede de Escariz, São Martinho de Escariz, Goães, Godinhaços, Marrancos, Pedregais, Penela, Rio Mau e Vila Nova.
Várias destas freguesias, embora geograficamente pertencessem à Terra de Penela, estavam dela excluídas administrativamente, por a respectiva jurisdição pertencer a outras entidades. Feitosa, por exemplo, pertencia ao Cabido de Braga, e Queijada e Boalhosa pertenciam à Ordem do Hospital.
Estas freguesias formavam, no seu conjunto, um vasto território que pouco mais tinha em comum que se situar em volta da estrada medieval, sucedânea da antiga via romana, que ligava Braga a Ponte de Lima.